# Bandar-Lengeh
Bandar-Lengeh (persisch بندرلنگه) ist eine Stadt in der Provinz Hormozgan im Iran. 

## Geografie
Bandar-Lengeh ist eine Hafenstadt und Hauptstadt des Verwaltungsbezirks Bandar Lengeh in der iranischen Provinz Hormozgan an der Küste des Persischen Golfs. Der Hafen ist 280 km von Lar, 192 km von Bandar Abbas und 420 km von Bushehr entfernt. Das Wetter in Bandar Lengeh ist heiß und feucht, typisch für die Küstenstädte im Süden Irans.

## Geschichte
Lengeh war über 60 Jahre lang, von 1759 bis 1814, ein Zentrum des Handels zwischen Oman und Iran. Nach 1814 wurde Bandar-Lengeh von Bandar Abbas im regionalen Handel überholt.

## Demografie
In der Stadt werden verschiedene Sprachen wie Larestani, Persisch und Arabisch gesprochen.
| Jahr | Einwohnerzahl |
| ---- | ------------- |
| 1996 | 21.073        |
| 2006 | 26.175        |
| 2011 | 30.478        |
| 2016 | 30.435        |

## Galerie

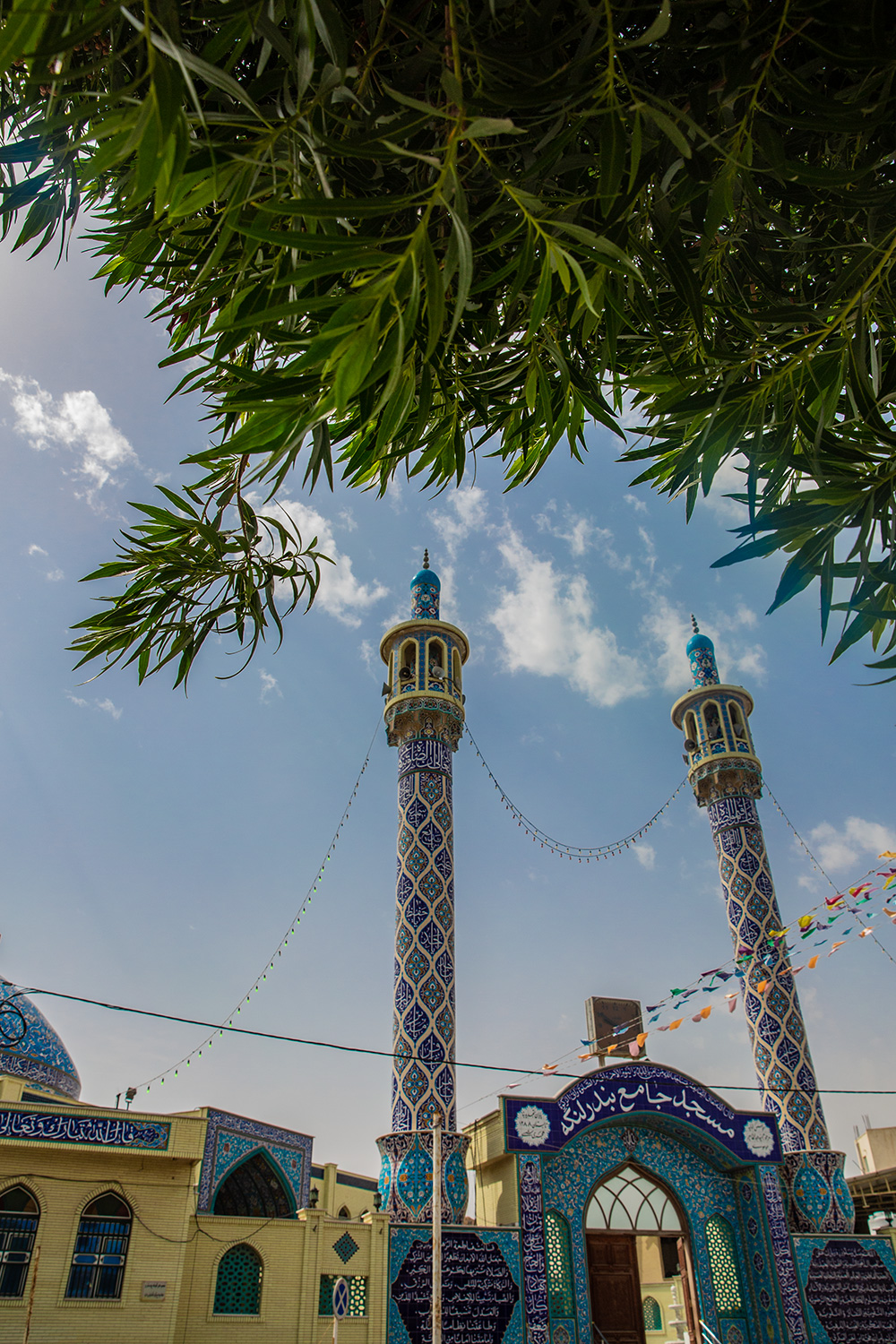
Moschee
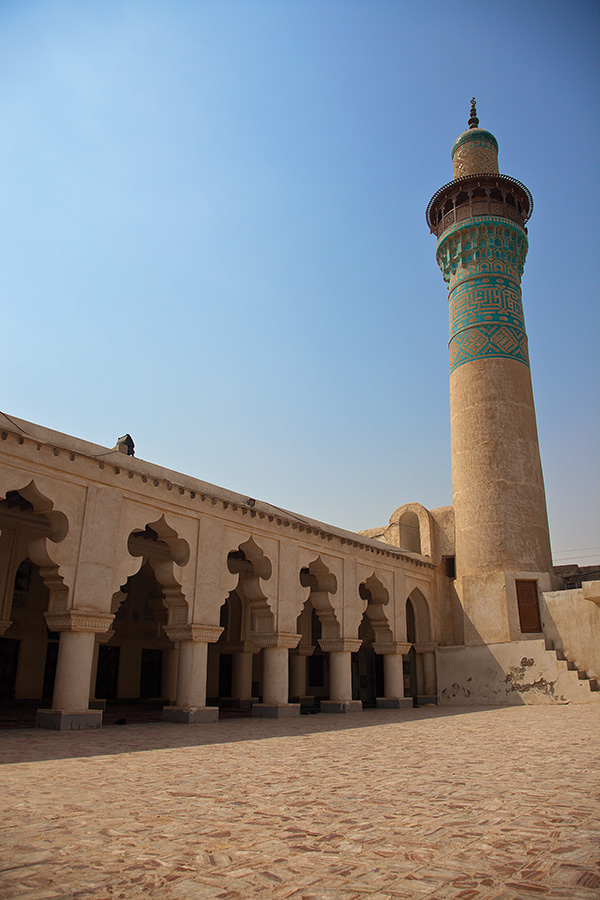
Moschee
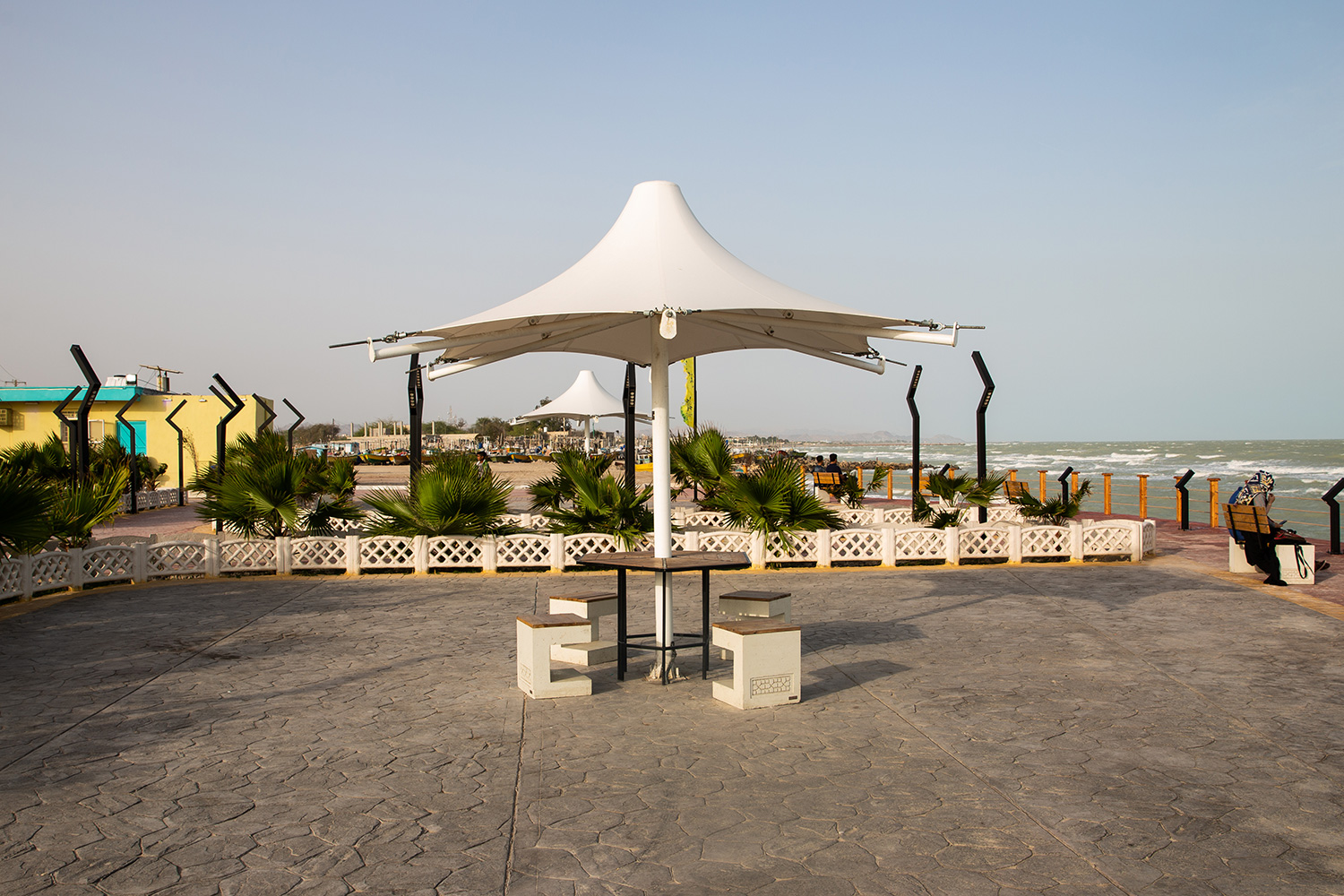
Strand
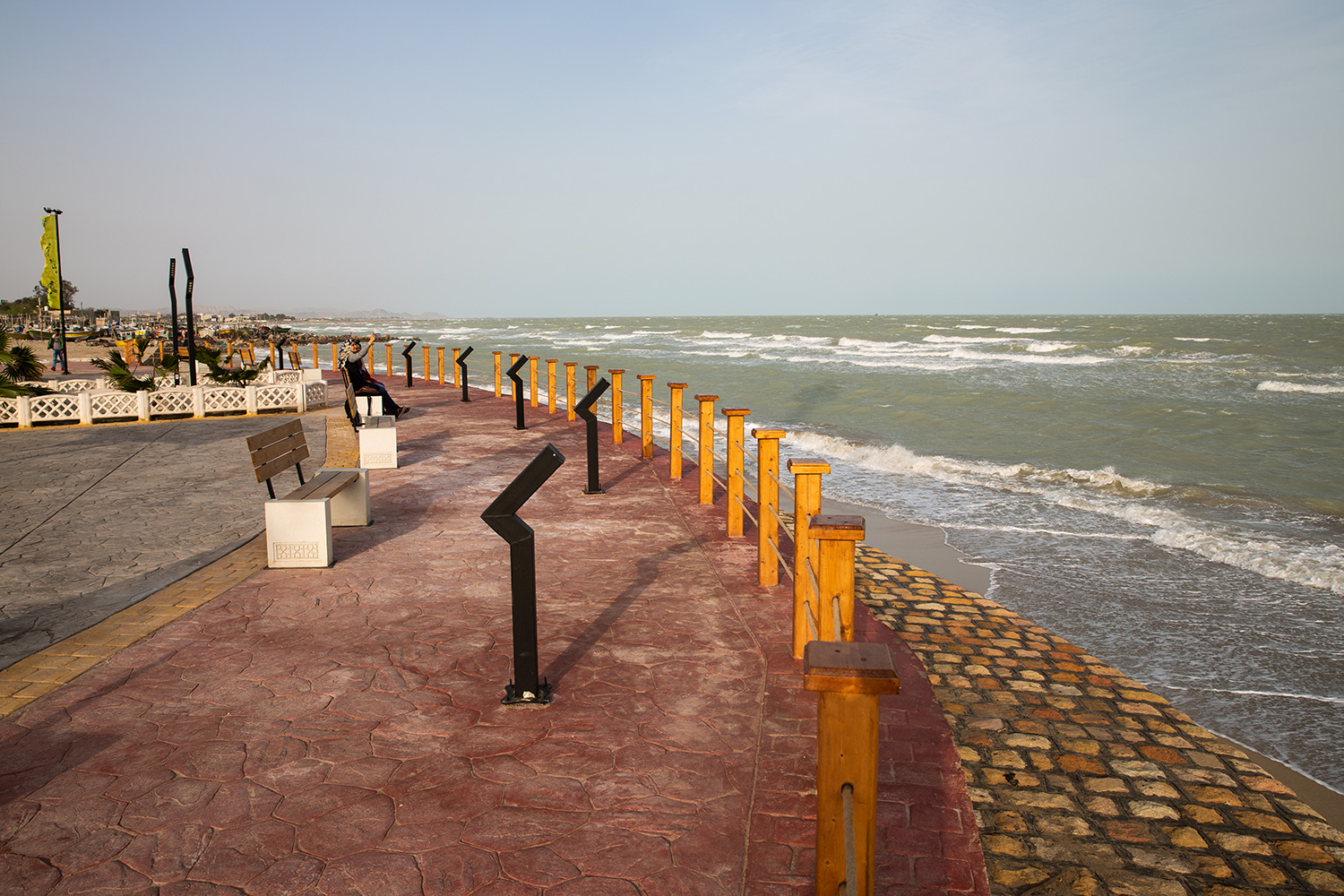
Strand
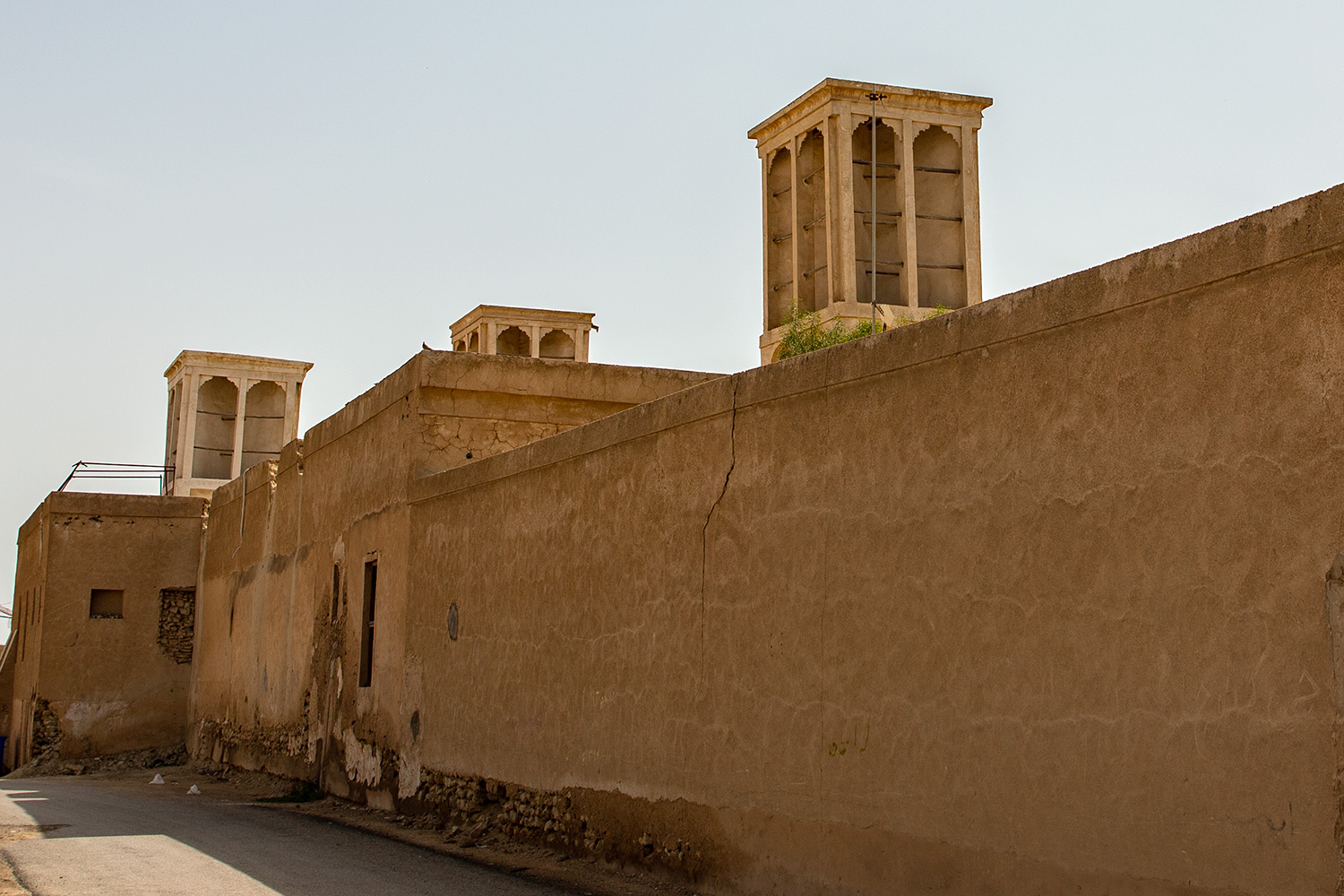
Gebäude